# Кузьмин, Валерий (легкоатлет)
Вале́рий Кузьми́н (род. 30 марта 1975) — российский легкоатлет, специалист по бегу на длинные дистанции, кроссу и марафону. Выступал за сборную России по лёгкой атлетике в 1990-х годах, победитель и призёр первенств всероссийского значения, участник ряда крупных международных стартов. Представлял Волгоградскую область. Мастер спорта России.

## Биография
Валерий Кузьмин родился 30 марта 1975 года. Занимался лёгкой атлетикой в Детско-юношеской спортивной школе № 1 города Камышин Волгоградской области. Впоследствии проходил подготовку в Волгограде, выступал за физкультурно-спортивное общество «Динамо» и Вооружённые силы.
Впервые заявил о себе на международном уровне в сезоне 1993 года, когда вошёл в состав российской сборной и выступил на чемпионате мира по кроссу в Аморебьета-Эчано, где в гонке юниоров занял 29-е место. Позднее также завоевал серебряную награду и установил личный рекорд (29:40.00) в беге на 10 000 метров на юниорском европейском первенстве в Сан-Себастьяне, в юниорском зачёте закрыл десятку сильнейших на чемпионате мира по полумарафону в Брюсселе.
В 1994 году занял 57-е место среди юниоров на кроссовом чемпионате мира в Будапеште, финишировал восьмым в финале бега на 5000 метров на юниорском мировом первенстве в Лиссабоне, установив при этом свой личный рекорд — 14:04.50.
В 1997 году выиграл бронзовую медаль на открытом чемпионате России по полумарафону, прошедшем в рамках Московского международного марафона мира. Представлял страну на чемпионате мира по полумарафону в Кошице — на финише показал время 1:03:34, расположившись в итоговом протоколе на 55-й строке.
В 1998 году финишировал восьмым на дистанции 3000 метров на зимнем чемпионате России в Москве, взял бронзу в дисциплине 4 км на открытом чемпионате России по кроссу в Кисловодске, получил серебро в дисциплине 10 км на открытом чемпионате России по бегу по шоссе в Адлере, с личным рекордом 1:03:30 стал бронзовым призёром на полумарафоне в Нижнем Норвгороде. На летнем чемпионате России в Москве стал пятым в дисциплине 5000 метров.
В 1999 году занял 14-е место на дистанции 3000 метров на зимнем чемпионате России в Москве, с личным рекордом 29:26 финишировал восьмым в дисциплине 10 км на чемпионате России по бегу по шоссе в Адлере, стал серебряным призёром в беге на 10 000 метров на первенстве Вооружённых сил в Ростове-на-Дону, закрыл десятку сильнейших в дисциплине 5000 метров на летнем чемпионате России в Туле, установил личный рекорд 2:15:27 и показал 11-й результат на чемпионате России марафону, прошедшем в рамках Московского марафона «Лужники».
В 2000 году занял 79-е место на Роттердамском марафоне, бежал 5000 и 10 000 метров на чемпионате России в Туле — показал 14-й и 23-й результаты соответственно.
На Роттердамском марафоне 2001 года финишировал 37-м.
В 2002 году вновь пробежал Роттердамский марафон, на сей раз занял 28-е место. На этом завершил спортивную карьеру.